# 피커스
피커스는 대한민국의 음악 케이팝 아이돌 그룹이다. 2024년 EP 앨범 [Little Prince]로 데뷔했다.

## 방송
- 팬픽 (2023)

## 음반
- Little Prince (2024)